# Arthur Machado
Arthur Machado, beter bekend als Machado (Niterói, 1 januari 1909 - Rio de Janeiro, 20 februari 1997) was een Braziliaanse voetballer. 

## Biografie
Machado begon zijn carrière in 1927 bij Portuguesa, op dat moment een middenmoter in het Campeonato Paulista. In 1933 eindigde hij met de club op de derde plaats, de beste tot dan toe voor de club. In 1935 maakte hij de overstap naar Fluminense waarmee hij vijf keer het Campeonato Carioca won. Hierna speelde hij nog voor enkele clubs. 
Hij speelde ook voor het nationale elftal en zat in de selectie voor het WK 1938 in Frankrijk, waar hij met zijn team derde werd.